# Campania (Australia)
Campania è una piccola città australiana, situata nello Stato della Tasmania, il cui territorio fa parte del municipalità di Southern Midlands nella valle del fiume Coal. Il paese dista 25 km da Hobart.
Il paese si trova in una delle più importanti regioni produttrici di vino, tant'è vero che ha vigneti dalla metà dell'Ottocento. Campania ha una popolazione di 742 abitanti.

## Storia
Campania si è sviluppata intorno ad una stazione ferroviaria costruita nel 1876, su un terreno che era parte della Tenuta Campania di proprietà di James Brock; tuttora conserva molti edifici storici.
L'ufficio postale di Campania è stato aperto il 15 settembre 1873.
Campania è stata proclamata una borgata nel 1882.

## Società

### Evoluzione demografica
Nel 2006 l'Ente australiano delle statistiche censì 742 persone a Campania; di queste, il 51,8% erano uomini e il 48,2% donne.
La maggioranza dei residenti (87,2%) era nata in Australia, mentre il 4,2% veniva dall'Inghilterra.
La distribuzione delle età era simile a quella media dell'Australia: il 67,2% dei residenti aveva più di venticinque anni (media nazionale del 66,5%) e il 32,8% aveva meno di venticinque anni (media nazionale del 33,5%).

Fonte:

## Infrastrutture e trasporti
La Richmond Road e la Tasman Highway passano entrambe per Campania.